# 奥拉·贝格利
奥拉·贝格利（愛爾蘭語：（/ˈoʊrlə ˈbɛɡliː/），1991年12月19日—）是北爱尔兰政治家。她是英国下议院西蒂龙选区的国会议员，在2018年5月3日的补选中首次赢得席位。在从政之前，贝格利是一名律师。

## 早年生活
贝格利于1991年12月19日出生在北爱尔兰蒂龙县卡里克莫尔。她是前新芬党奥马议会主席塞恩·贝格利的女儿。贝格利在卡里克莫尔长大，在当地的俱乐部踢盖尔式足球。她在贝尔法斯特女王大学学习法律和政治。然后她在专业法律研究所学习，畢業後成為一名律師。随后，贝格利和她的兄弟一起在阿马郡的波顿工作。

## 政治生涯
在2018年2月26日的西蒂隆补选中，贝格利被选为新芬党西蒂龙候选人。1月15日，前任新芬党议员巴里·麦克尔达夫辞职，随后就开始了补缺选举。她以7,956票的简单多数当选。贝格利是1997年该选区成立以来首位代表该选区的女性议员。在2019年的大选中，她以7478票的多数保住了席位。根据新芬党长期奉行的弃权政策，她不在英国下议院任职。
在2016年英国脱欧公投中，她支持英国留在欧盟。